# Apocalypse: Save Us
Apocalypse: Save Us es el segundo álbum de estudio coreano del grupo femenino surcoreano Dreamcatcher. Fue lanzado el 12 de abril de 2022 por Dreamcatcher Company y distribuido por Kakao M. El álbum contiene catorce canciones, incluyendo el sencillo principal titulado «Maison», y corresponde al comienzo de la serie temática "Apocalypse" del grupo.

## Antecedentes y lanzamiento
El 22 de febrero de 2022, Dreamcatcher Company anunció oficialmente que «Dreamcatcher está en medio de la preparación de un nuevo álbum completo, con el objetivo de realizar un comeback a inicios de abril. Ellas ya completaron la grabación para el álbum».
El 24 de marzo a la medianoche, Dreamcatcher lanzó su primer vídeo teaser denominado "Mystery Code", adelantos gráficos que el grupo acostumbra a hacer entregando pistas sobre su futuro lanzamiento. En la imagen se podía apreciar una fecha oculta que indicaba el 12 de abril. Un día después, el 25 de marzo de 2022, el grupo a través de sus redes sociales oficiales presentó su calendario del regreso, confirmando que el título del álbum será Apocalypse: Save Us y que corresponde a su segundo álbum de estudio coreano, tras Dystopia: The Tree of Language del año 2020. Además se confirmó la realización de un mini concierto en conmemoración del nuevo álbum, a realizarse el mismo 12 de abril.
El 29 de marzo de 2022 fue publicada la lista de canciones del nuevo álbum, confirmando que estará compuesto por catorce canciones, incluyendo el sencillo principal titulado «Maison», además de contener siete canciones interpretadas de manera solista por cada una de las integrantes.

## Lista de canciones
| CD / Descarga digital |                                           |                                  |                                  |                             |          |  |
| N.º                   | Título                                    | Letras                           | Música                           | Arreglos                    | Duración |  |
| 1.                    | «Intro: Save Us»                          |                                  | Ollounder, LEEZ                  | Ollounder, LEEZ             | 1:01     |  |
| 2.                    | «Locked Inside A Door»                    | LEEZ, Ollounder, Maddox, D.Van   | LEEZ, Ollounder, Buddy           | LEEZ, Ollounder, Buddy      | 3:07     |  |
| 3.                    | «Maison»                                  | Ollounder, LEEZ                  | Ollounder, LEEZ                  | Ollounder, LEEZ             | 3:05     |  |
| 4.                    | «Starlight»                               | LEEZ, Ollounder                  | LEEZ, Ollounder, Max Borghetti   | LEEZ, Ollounder             | 3:19     |  |
| 5.                    | «Together»                                | Ollounder, LEEZ                  | Ollounder, LEEZ, Maddox          | Ollounder, LEEZ             | 3:44     |  |
| 6.                    | «널 위해 (Always)»                        | Ollounder, LEEZ                  | Ollounder, LEEZ                  | Ollounder, LEEZ             | 4:29     |  |
| 7.                    | «Skit: The Seven Doors»                   |                                  | LEEZ, Ollounder                  | LEEZ, Ollounder             | 1:45     |  |
| 8.                    | «Cherry (Real Miracle)» (JiU Solo)        | JiU, Ollounder                   | JiU, Ollounder, Peperoni         | Ollounder, Peperoni, JiU    | 3:15     |  |
| 9.                    | «No Dot» (SuA Solo)                       | SuA, Oliv, LEEZ, Ollounder       | SuA, Oliv, LEEZ, Ollounder       | Oliv, SuA, LEEZ, Ollounder  | 3:19     |  |
| 10.                   | «황홀경 (極夜, Entrancing)» (Siyeon Solo) | Siyeon, Kim Jun-hyeok, LEEZ      | Siyeon, Kim Jun-hyeok, LEEZ      | Siyeon, Kim Jun-hyeok, LEEZ | 3:32     |  |
| 11.                   | «한겨울 (寒冬, Winter)» (Handong Solo)    | Handong, Ollounder, Han Soo Seok | Handong, Ollounder, Han Soo Seok | Ollounder, Han Soo Seok     | 3:51     |  |
| 12.                   | «For» (Yoohyeon Solo)                     | Yoohyeon, Buddy, Maddox          | Yoohyeon, Buddy, Ollounder       | Yoohyeon, Buddy, Ollounder  | 3:44     |  |
| 13.                   | «Beauty Full» (Dami Solo)                 | Dami, Kim Jun-hyeok, LEEZ        | Dami, Kim Jun-hyeok, LEEZ        | Dami, Kim Jun-hyeok, LEEZ   | 3:03     |  |
| 14.                   | «Playground» (Gahyeon Solo)               | Gahyeon, Han Soo Seok, LEEZ      | Gahyeon, Han Soo Seok, LEEZ      | Han Soo Seok, LEEZ          | 3:01     |  |
| 44:22                 |                                           |                                  |                                  |                             |          |  |

## Premios y reconocimientos

### Listados
| Publicación | Listado                          | Lugar    | Ref.  |
| ----------- | -------------------------------- | -------- | ----- |
| Idology     | 20 mejores álbumes K-Pop de 2022 | Incluida | [ 8 ] |
| Nylon       | The best K-Pop releases of 2022  | Incluida | [ 9 ] |

## Posicionamiento en listas
| Lista (2022)                        | Mejor posición |
| ----------------------------------- | -------------- |
| Corea del Sur (Gaon Album Chart)    | 4              |
| Finlandia (Suomen virallinen lista) | 26             |

| Lista (2022)                     | Mejor posición |
| -------------------------------- | -------------- |
| Corea del Sur (Gaon Album Chart) | 8              |

## Historial de lanzamiento
| País          | Fecha               | Formato                         | Sello                         |
| ------------- | ------------------- | ------------------------------- | ----------------------------- |
| Corea del Sur | 12 de abril de 2022 | CD, descarga digital, streaming | Dreamcatcher Company, Kakao M |